# Castillo Toyoda (Ibaraki)
El castillo Toyoda (豊田城, Toyoda-jō) fue un castillo japonés de planicie (平城 hirashiro) en la antigua Provincia de Shimōsa, ubicado a orillas del río Kokai, en la actual ciudad de Jōsō, al suroeste de la prefectura de Ibaraki, Japón.

## Historia
El clan Toyoda gobernó la región de Ishige desde el final del período Heian hasta el período Sengoku.
El Castillo de Toyoda fue construido a mediados del siglo XIV, durante la era Shōhei (正平 年間, 1346 - 1370). El constructor fue Toyoda Yoshiki (豊田善基).
De pie a orillas del río Kokai, el castillo no poseía torreón cuando fue construido; solo poseía un techo de paja la construcción existente y probablemente fue utilizado como una fortaleza para aprovechar el agua del río.
El clan Toyoda fue destruido por el clan Tagaya (多賀谷) de Shimotsuma (Castillo Shimotsuma -下妻城- o Castillo Tagaya -多賀谷城-) en el año 1577, con lo cual la región de Ishige y el castillo Toyoda se convirtieron también en territorio del clan Tagaya.
El castillo fue abandonado en el año 1599 (慶長4年 – Keichō año 4). 
Existe en el lugar un monumento en piedra.
Dirección del sitio donde estuvo ubicado el castillo: 〒300-2711, 1303 Mototoyoda, Jōsō, Ibaraki. Coordenadas: 36°06′19.6″N 139°59′57.5″E / 36.105444, 139.999306

## El torreón actual

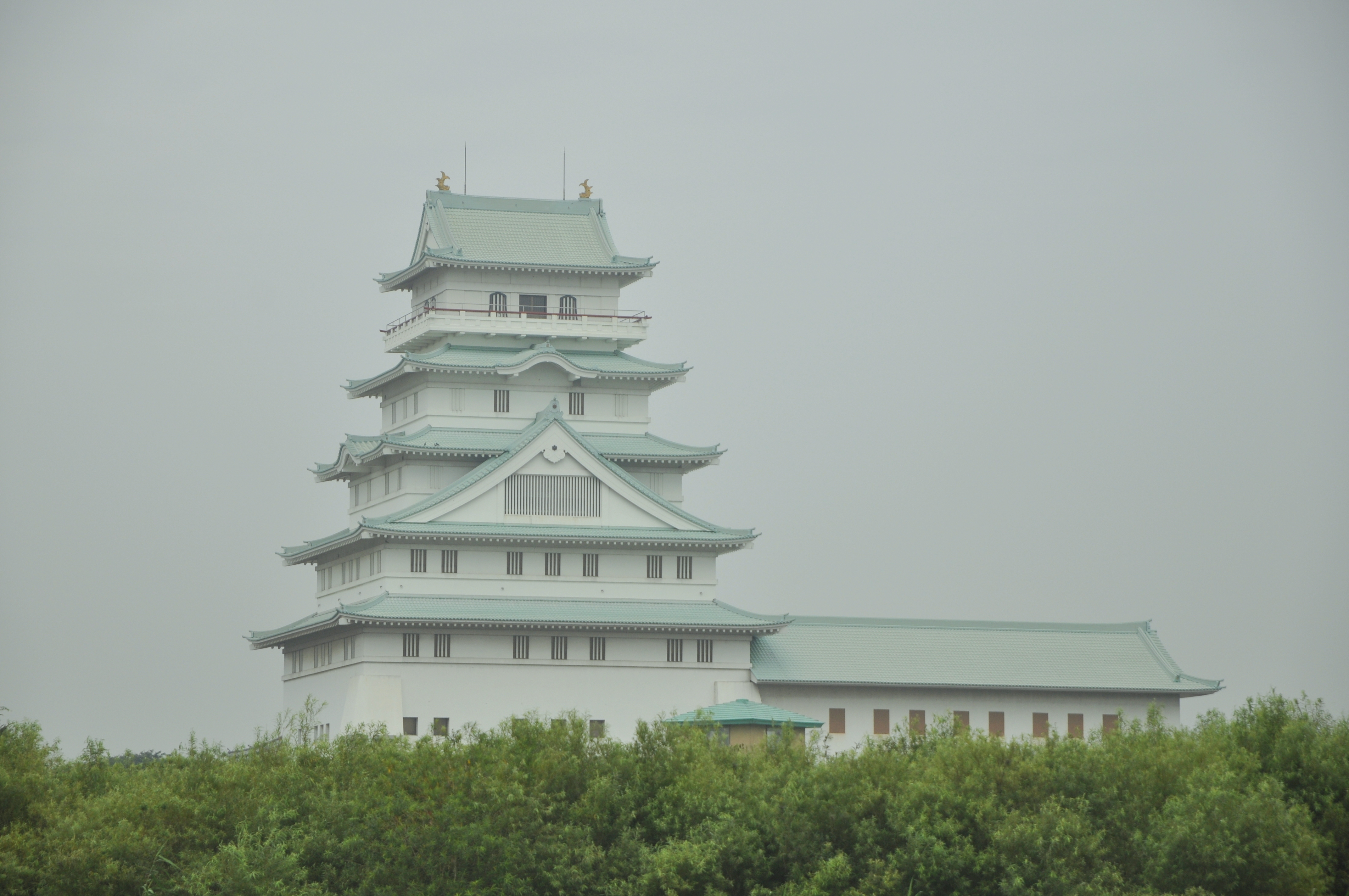
Centro de Intercambio Regional de Jōsō.

El actual torreón de siete pisos fue construido en el año 1992. Está ubicado en el área que en el pasado estuvo controlada por el clan Toyoda, quien construyó el castillo Toyoda anterior, y el actual es un edificio que imita la torre de un castillo japonés.
La torre alberga, entre otras, salas de exposiciones que cuentan con exposiciones de la cultura y las industrias de la región, y además una biblioteca. En el último piso existe una sala de observación para avistar la ciudad y el paisaje del entorno.
El edificio es manejado por el Centro de Intercambio Regional de Jōsō (常総市地域交流センター 豊田城).
Dirección: 〒300-2706, 2010 Shin-Ishige, Jōsō, Ibaraki. Coordenadas: 36°06′48.1″N 139°58′47.0″E / 36.113361, 139.979722